# Rhinotragus dorsiger
Rhinotragus dorsiger är en skalbaggsart som beskrevs av Ernst Friedrich Germar 1824. Rhinotragus dorsiger ingår i släktet Rhinotragus och familjen långhorningar.
Artens utbredningsområde är:
- Paraguay.
- Uruguay.

Inga underarter finns listade i Catalogue of Life.